# Free Man in Paris
Free Man in Paris è un brano musicale della cantautrice canadese Joni Mitchell, pubblicato nel suo album Court and Spark nel 1974 e come singolo nello stesso anno raggiungendo la posizione n°22 della classifica Hot 100 di Billboard. In seguito comparve  nell'album dal vivo Shadows and Light del 1980. 

## Il testo e il significato
| «I was a free man in Paris. I felt unfettered and alive. Nobody calling me up for favors. No one's future to decide..» | «Ero un uomo libero a Parigi. Mi sentivo libero e vivo. Nessuno mi chiedeva favori. Nessuno poteva decidere del futuro di nessuno.» |

Mitchell aveva scritto "Free Man in Paris" sull'agente musicale, suo caro amico David Geffen. Aveva raccontato al Los Angeles Times di un periodo trascorso a Parigi con Geffen, Robbie Robertson dei The Band e la sua allora moglie, Dominique. Geffen lamentava lo stress del mondo della musica e diceva di sentirsi più "vivo" a Parigi, lontano dall'ufficio.
Nella metà degli anni '70 c'era stato un momento cruciale nella carriera di Mitchell; erano finiti i tempi della ribellione giovanile e del folk revival degli anni '60. Pertanto Mitchell fu costretta ad adattare il suo sound e a sviluppare la sua scrittura, cosa che fece con grazia e naturalezza. 
Il brano è in gran parte raccontato dal punto di vista di Geffen, che descrive la crescente pressione della sua carriera prima di ricordare: "Ero un uomo libero a Parigi, mi sentivo libero e vivo. Nessuno mi chiamava per chiedere favori e nessuno poteva decidere il futuro di nessuno".

"Free Man in Paris" arrivò alla posizione nella Billboard Hot 100 e al numero due nella classifica Easy Listening..

## Pubblicazione
Il brano è stato pubblicato originariamente per Asylum su 7" con sul lato B People's Parties.

## Formazione
- Joni Mitchell – voce, chitarra
- Tom Scott – legni
- José Feliciano – chitarra elettrica
- Larry Carlton – chitarra elettrica
- Wilton Felder – basso
- John Guerin – batteria
- Crosby & Nash – cori